# Nový zámek (Waldthurn)
Nový zámek ve Waldthurnu je bývalá rezidence v Německu, ve spolkové zemi Bavorsko, který je zapsán na seznamu chráněných památek. Nachází se na Vohenstraußer Straße 14 v městečku Waldthurn.

## Historie
Dne 16. května 1656 prodal císař Ferdinand III. panství Waldthurn českému knížeti Václavu Eusebiovi z Lobkovic. Jeho manželka, Augusta Žofie Falcko-Sulzbašská, protestantská bavorská princezna z rodu Wittelsbachů a dcera Augusta Falcko-Sulzbašského, nejprve pobývala v Neustadtu an der Waldnaab, než si mezi lety 1666–1667 nechala na místě zvaném „Rudá zahrada“ ve Waldthurnu vystavět Nový zámek jako letní sídlo. Základní kámen byl položen 22. července 1666.
Při výstavbě byly použity stavební prvky ze Starého zámku, včetně kamenných překladů a okenních mříží, jak dokládají kamenické značky na portálu brány nádvoří pocházející z mnohem dřívější doby. Ve zprávě okresního rychtáře Kryštofa Filipa Zickhla ze dne 15. července 1667 adresované knížeti Lobkovicovi se uvádí: „Na nové budově zámku ve Waldthurnu mělo spodní patro 28 oken s kamennými překlady ze Starého zámku a dva vstupní portály.“  
Nově postavená čtvercová třípatrová budova měla délku hrany 21,6 metru a byla završena vysokou třídílnou střechou.
O knížeti Václavu Eusebiovi z Lobkovic, který působil jako prezident Dvorské válečné rady ve Vídni, se tradovalo, že každoročně přijížděl do Waldthurnu nebo Neustadtu, kde pobýval se svou manželkou, aby s ní počal potomky.
Roku 1807 prodal kníže František Josef Maximilián Lobkovic panství Waldthurn za 700 000 zlatých Bavorskému království. Požár v roce 1865 výrazně poškodil původní třípatrovou zámeckou budovu, jež byla následně přestavěna ve zjednodušené podobě. Obnovený zámek poté sloužil jako sídlo okresního soudce, ale také jako hospodářský a správní úřad.

## Další osudy zámku
Roku 1808 byl zámek vydražen městským úředníkem Herrmannem Kasparem. V roce 1839 se stal majetkem řeznického mistra Georga Adama Müllhofera.
V roce 1860 byla v budově zřízena pobočka královské bavorské pošty, kterou od 1. ledna 1880 vedl Kryštof Müllhofer, jenž působil jako správce pošty i řezník. Od roku 1898 fungovala v budově poštovní agentura, která byla mezi 1. dubnem 1939 a rokem 1949 součástí říšské pošty. 
Po několika změnách majitelů zde mezi lety 1928 až 1964 sídlilo Sdružení pro ambulantní zdravotní péči, které provozovalo domov pro řádové sestry a mateřskou školu.
Od roku 2019 slouží zámek jako fara a městská obřadní síň.

## Současná podoba
Nový zámek ve Waldthurnu je dnes dvoupatrový trojkřídlý komplex, jehož hlavní křídlo je zakončeno valbovou střechou a uprostřed se nachází obloukový vstupní portál. Hradní zeď na západní straně uzavírá malé nádvoří další obloukovou bránou.

V roce 1977 byla před zámkem obnovena tzv. Lobkovická kašna (Lobkowitzbrunnen). Návrh její nové podoby vytvořil katedrální architekt Richard Triebe, zatímco umělecké ztvárnění provedl Max Fischer, umělec z Neustadtu. Kašna je zdobená reliéfními fragmenty lvích hlav, které odkazují na knížecí erb rodiny Lobkowitzů. Původní kašna pocházela z roku 1685 a byla umístěna v jižní části zámku v prostoru zeleninové a okrasné zahrady (Kuchl- und Blumengarten). 

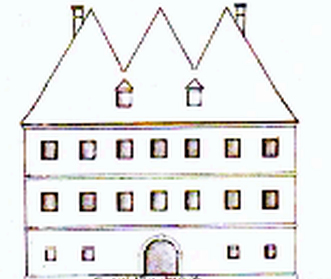
Nákres původní podoby zámku
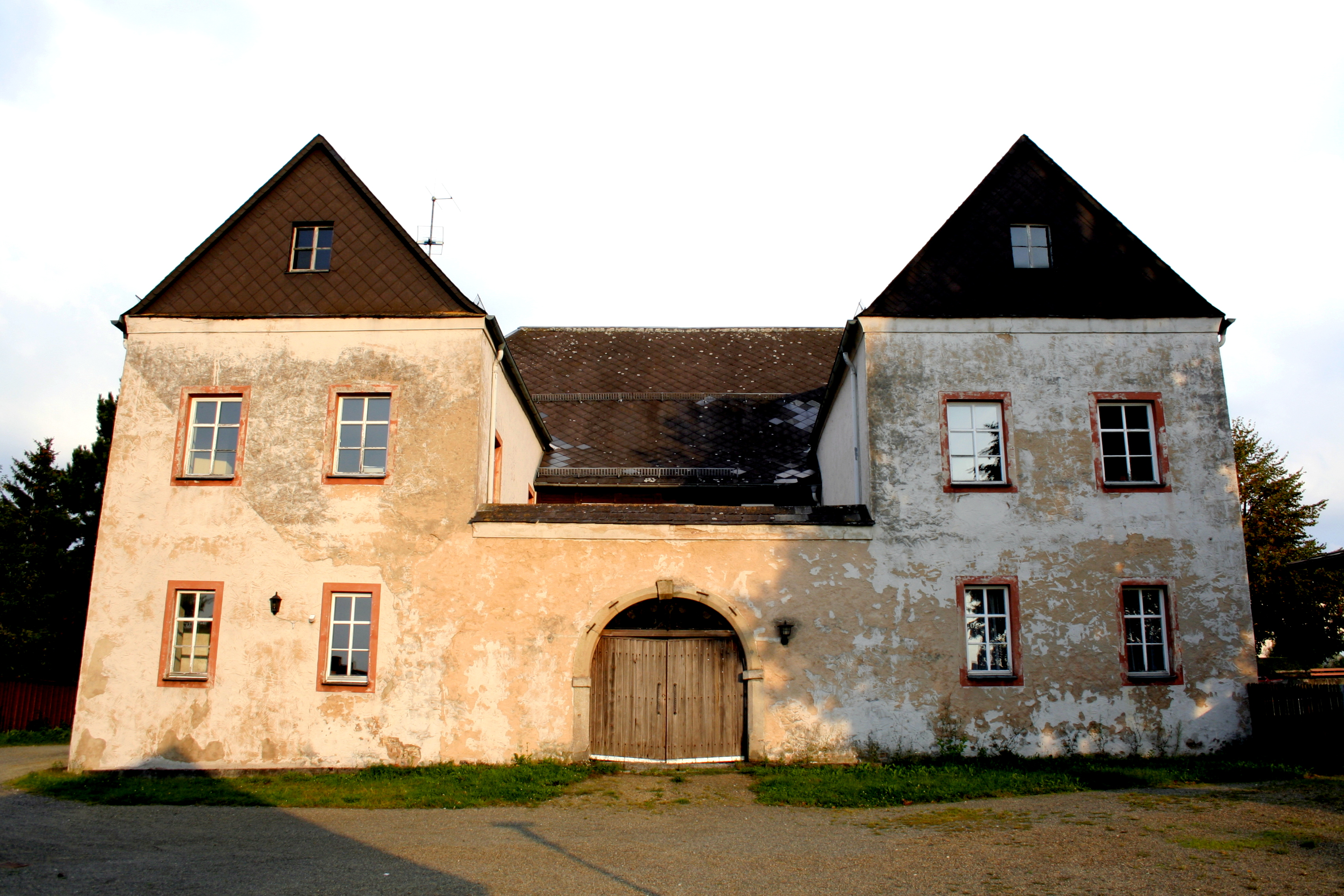
Zámek Waldthurn - pohled ze zahrady
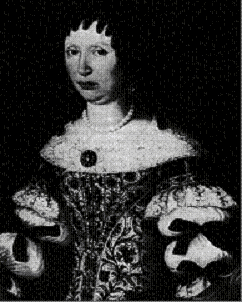
Augusta Žofie Falcko-Sulzbašská
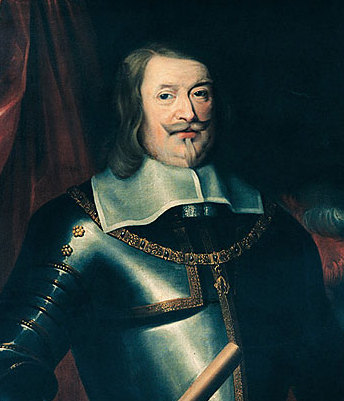
Václav Eusebius Popel z Lobkovic
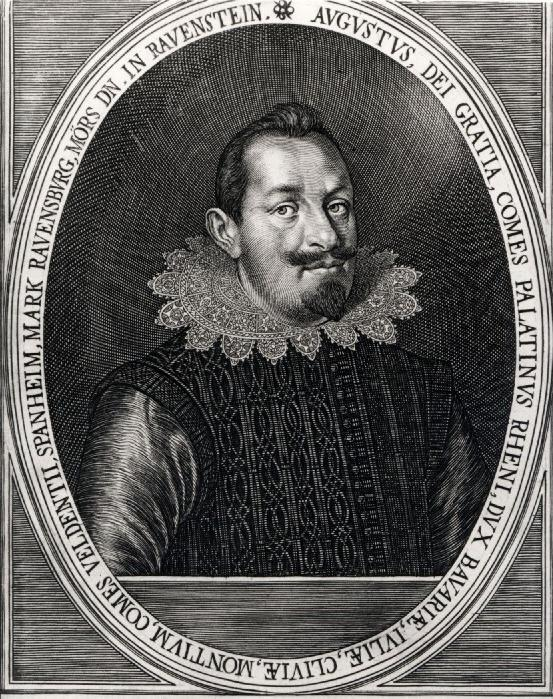
August Falcko-Sulzbašský